# Улица Лескова (Киев)
Улица Леско́ва — улица в Печерском районе города Киева. Проходит от переулка Евгения Гуцало и Печерской площади до конца застройки (вблизи бульвара Леси Украинки).
Примыкает Арсенальная улица.

## История
Улица возникла в 30—40-х годах XIX века, называлась Большой Шияновской (от фамилии статского советника Николая Шиянова, владельца нескольких домов на этой и соседних улицах). Параллельное название — Воспитательний переулок, от интерната для бездомных детей, находился здесь в середине XIX века. Современное название в честь писателя Николая Лескова было утверждено в 1944 году.

## Учреждения
- Райффайзен банк Аваль (д. № 9)

## Изображения

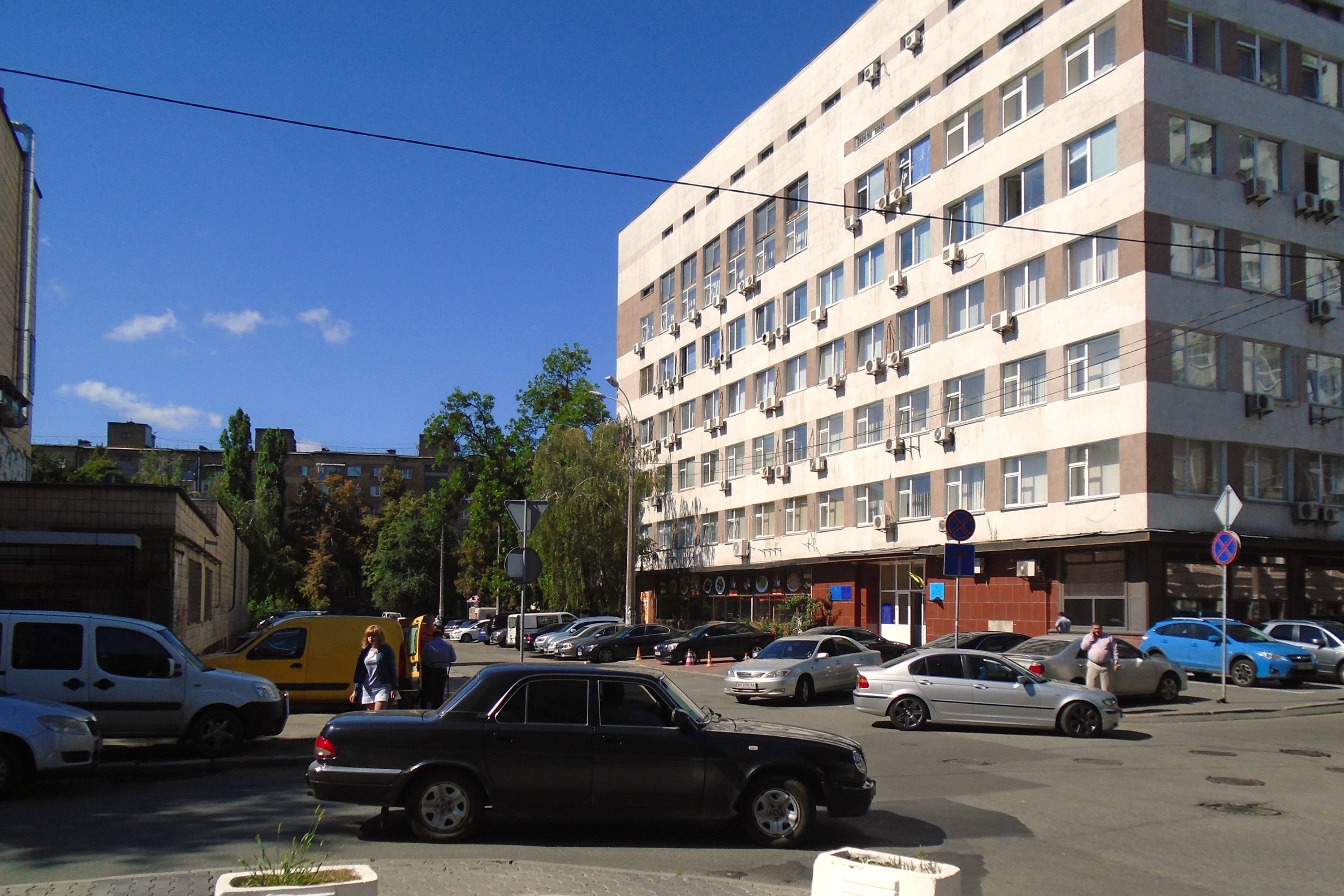
Государственная инспекция ядерного регулирования
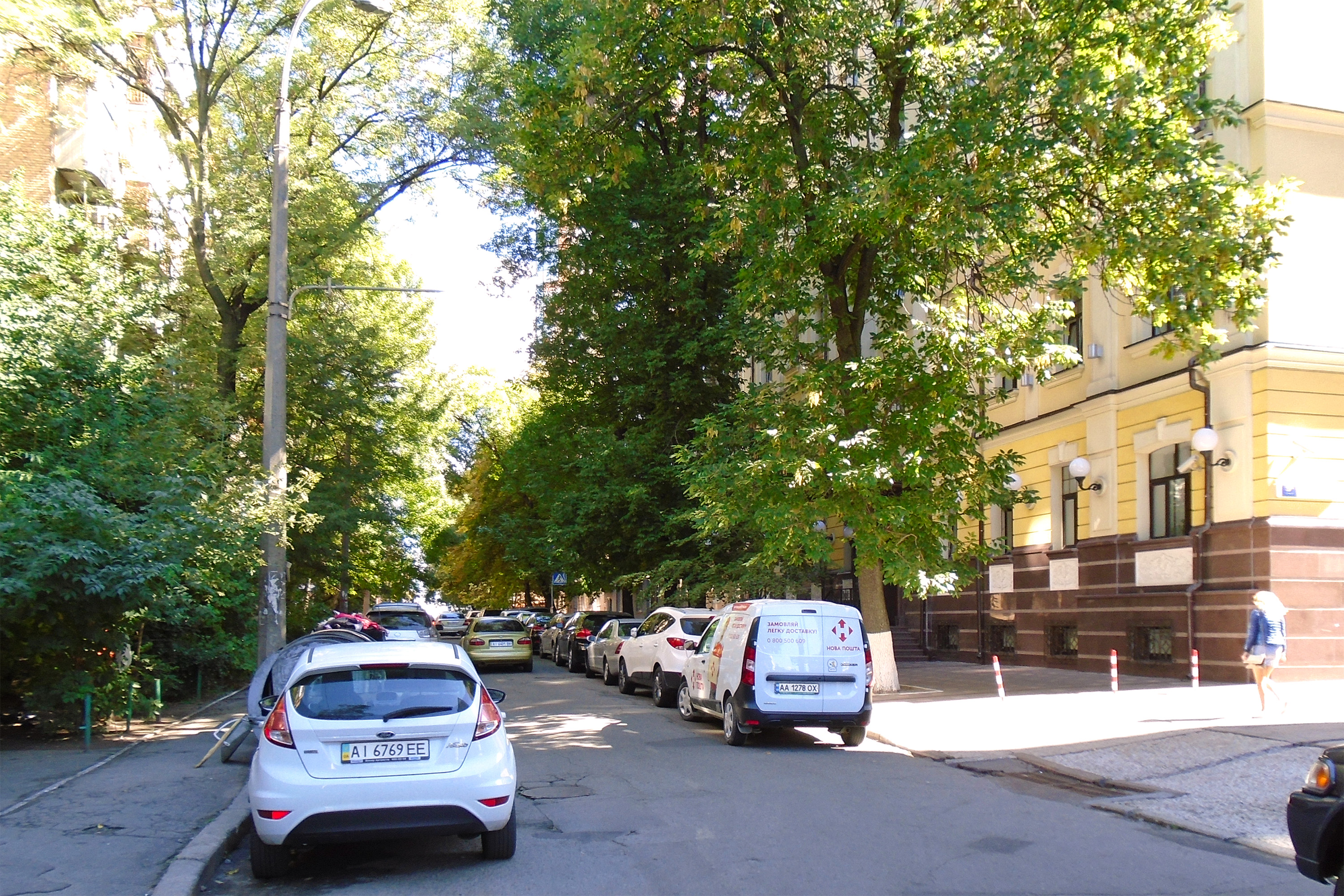